# Bükk

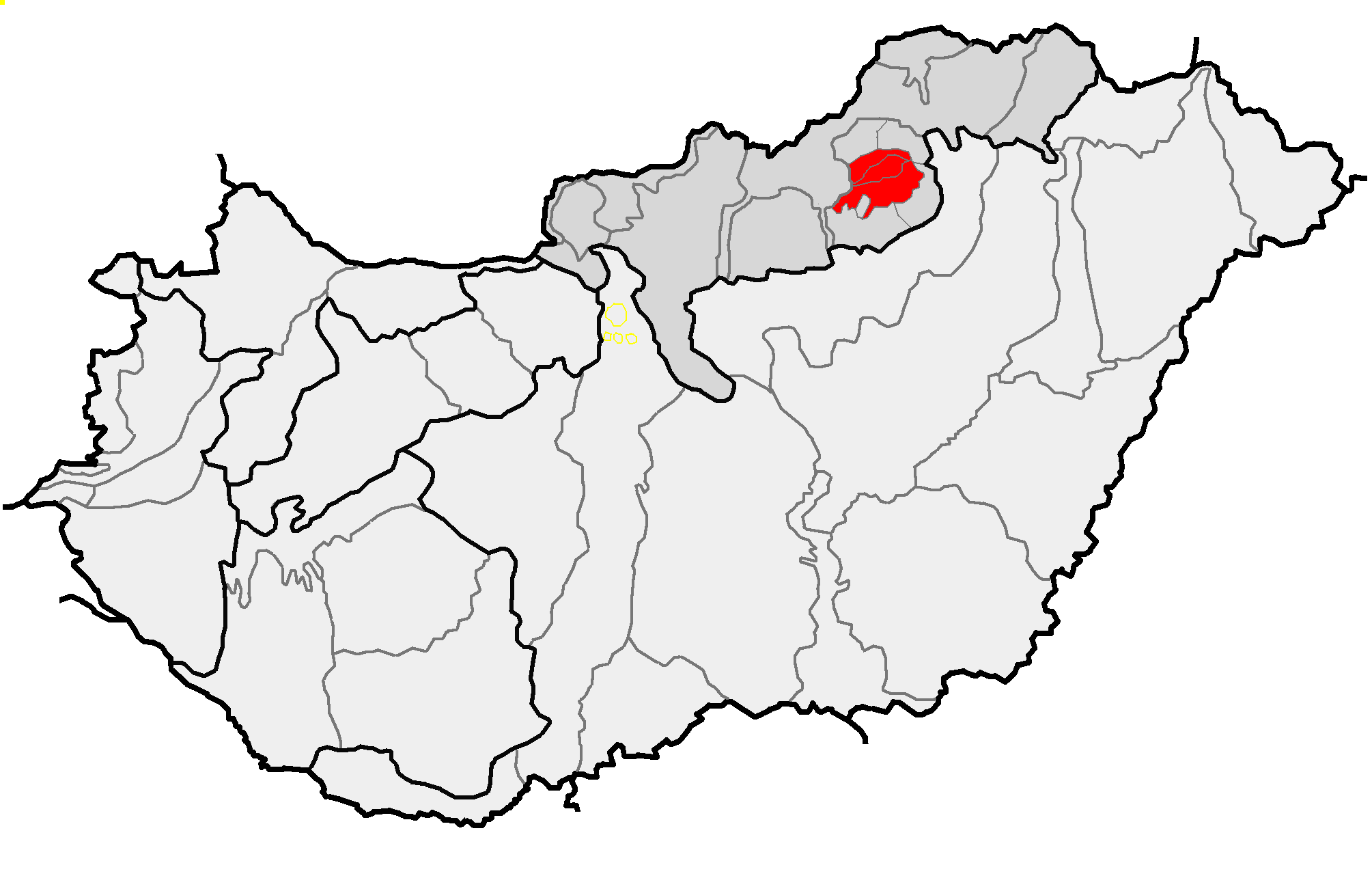
Bükk en Hungría

Las montañas Bükk (literalmente montañas de las Hayas) son una sección de los Cárpatos (Cinturón alpino) en el noreste de Hungría. Gran parte de la región está incluida en el parque nacional de Bükk.

## Geografía
Aunque Kékes, el punto más alto de Hungría, no está aquí sino en los cercanos montes Mátra, la altura media de las montañas Bükk, con más de 20 picos por encima de 900 metros, excede a la del Mátra. El punto más alto de Bükk es Kettős-bérc (960 m), el tercero de Hungría tras el Kékes y el Galyatető.
Hay 1115 carvernas conocidas en esta cordillera, incluida István-lápa, la caverna más profunda de Hungría (254 m), cueva de Szeleta arqueológicamente importante, el Barlangfürdő (una cueva, que es un balneario: una gran atracción turística de Miskolctapolca), la cueva Anna y la cueva István. 52 de las cavernas están protegidas debido a su fauna y microclima.
La montaña también es famosa por sus estaciones de esquí ubicadas alrededor de Bánkút. Hay una serie de laderas con telesillas. Las largas tradiciones del esquí, a nivel de competición y como de carácter recreativo, en Bükk están sostenidas por entusiastas locales que constituyen el "Club de esquí Bánkút" también a cargo de operar y desarrollar uno de los más grandes centros de esquí alpino de Hungría.